# Instituto sobre Alcoholismo y Farmacodependencia
El Instituto sobre Alcoholismo y Farmacodependencia (IAFA) de Costa Rica, fundado como Comisión Nacional sobre Alcoholismo en 1954, es una organización gubernamental adscrita al Ministerio de Salud. Su misión abarca la dirección técnica, estudio, prevención, tratamiento y rehabilitación del alcohol, tabaco y otras sustancias psicoactivas. Además, coordina y aprueba programas públicos y privados relacionados con estos fines. En 2002, la Ley n.º 8289 le otorgó personalidad jurídica instrumental.

## Historia

### Antecedentes y la Comisión sobre Alcoholismo
En 1925, se dio un primer paso importante con un decreto ejecutivo que introdujo la enseñanza sobre el alcoholismo en las escuelas y colegios. Este esfuerzo se fortaleció en 1929 con la creación de la Cartilla Antialcohólica, un recurso fundamental para esta educación.
En 1935, un grupo de ciudadanos se unieron para hacer frente a las serias implicaciones del alcoholismo en áreas como la economía, la sociedad, las familias y la salud. Durante ese mismo año, se estableció la "Liga Antialcohólica", una organización dedicada a la lucha contra el alcoholismo. En 1936, se promulgó la "Ley Sobre Venta de Bebidas Alcohólicas," que abarcó todas las normativas legales vinculadas con este problema.
En setiembre de 1850, el presidente de Costa Rica en ese tiempo, Juan Rafael Mora Porras, a través del Decreto Ejecutivo n.º 99, decidió que el Estado sería el único responsable de producir alcohol y bebidas alcohólicas para que la gente las consumiera en el país. Esto significó que el Estado tenía el control completo de esta actividad, como un monopolio. Posteriormente, en 1953 se crea la Fábrica Nacional de Licores (FANAL).
Finalmente, en noviembre de 1954, el gobierno de Costa Rica crea la Comisión Sobre Alcoholismo. A lo largo de las décadas de los cincuenta y los sesenta, esta comisión se encargó de ayudar a personas con problemas de alcoholismo y la formación de comités de cooperación en diversas regiones.

### Década de 1970 y el Instituto Nacional sobre Alcoholismo
En el año 1970, la Comisión llevó a cabo la primera "Encuesta Nacional sobre Hábitos de Ingestión de Alcohol". Dos años más tarde, en 1972, el Gobierno de Costa Rica, en colaboración con la Oficina Sanitaria Panamericana, concretó un acuerdo relevante para la fundación del Centro de Estudios sobre Alcoholismo (CESA). Este acontecimiento marcó la creación del primer centro de investigación dedicado al estudio de los desafíos asociados al alcoholismo en América Latina.
Como parte de las iniciativas de políticas públicas relacionadas con la prevención, tratamiento, investigación y rehabilitación en el ámbito del alcoholismo, se estableció en 1974 el Instituto Nacional sobre Alcoholismo (INSA). Este organismo adquirió las responsabilidades que tenía la Comisión, así como la supervisión y regulación de la publicidad de bebidas alcohólicas en el país.
En los años posteriores, el IAFA desarrolló una serie de programas orientados a diversos segmentos de la población. Estos programas incluyeron intervenciones dirigidas a estudiantes, mujeres afectadas por el alcoholismo, así como a hijos e hijas de padres y madres con problemas de consumo de alcohol. Además, se estableció una clínica especializada enfocada en el tratamiento de jóvenes y adolescentes que lidiaban con esta problemática.

### Década de 1980, nuevas sustancias y el IAFA
En 1980, el Instituto sobre Alcoholismo (INSA) fue designado Centro Nacional de Referencia por la Organización Panamericana de la Salud, gracias a sus políticas públicas en materia de prevención y atención al alcoholismo. En 1986, en colaboración con la Caja Costarricense del Seguro Social (CCSS), estableció la Unidad de Desintoxicación Alcohólica (UDA) en el Hospital Calderón Guardia como resultado de las coordinaciones previas con la CCSS.
A finales de la década de 1980, el perfil epidemiológico experimentó cambios significativos con la aparición del consumo de cocaína y crack en Costa Rica. Esto llevó a la decisión de ampliar el ámbito de acción del INSA para abordar todo tipo de drogas, ya sean lícitas o ilícitas. Con la promulgación de la Ley n.º 7035, el INS cambió su denominación a Instituto sobre Alcoholismo y Farmacodependencia (IAFA), y se le encomendó la prevención, investigación, tratamiento y rehabilitación de personas con consumo problemático por alcohol u otras drogas. Además, se le asignó la coordinación de programas, tanto públicos como privados, destinados a los mismos objetivos de la Institución. 

### Década de los 2000, enfoque comunitario y programas sociales
En el año 2002, mediante la Ley n.º 8289, se confiere personalidad jurídica instrumental al IAFA. En dicha normativa se establece que esta institución asumirá la dirección técnica, el estudio, la prevención, el tratamiento y la rehabilitación de la adicción al alcohol, el tabaco y otras drogas, ya sean lícitas o ilícitas. Además, se le asignan otras responsabilidades que la ley determine, y se le encarga la coordinación y aprobación de todos los programas relacionados con sus objetivos, tanto públicos como privados. El IAFA deberá gestionar la suspensión o cierre de tales programas en caso de incumplimiento de los lineamientos establecidos.
En este mismo periodo, se desarrollan iniciativas de mercadeo social, entre las que destacan el Programa de Prevención "Aprendo a Valerme por Mi Mismo", "Concurso para Dejar de Fumar: Deje y Gane” y “Espacios Libres de Humo de Tabaco". Asimismo, se inicia la apertura de ocho Centros de Atención Integral en Drogas (CAID) y el Centro Nacional de Atención Integral en Adicciones para Personas Menores de Edad (En la actualidad Casa JAGUAR). Se lleva a cabo la capacitación anual de docentes a nivel nacional, promoviendo el trabajo colaborativo entre el IAFA y las organizaciones no gubernamentales.

### Década de 2010, mayor cobertura nacional y nuevos paradigmas
El IAFA ha continuado expandiendo las opciones de tratamiento en comunidades mediante la apertura de más Centros de Atención Integral en Drogas en aquellas localidades donde se identificó la necesidad de dicho servicio. Actualmente, se han establecido un total de 15 CAID en todo el territorio nacional. En 2021, a raíz de los recortes en el presupuesto nacional se cerraron 8 centros, pero fueron reabiertos meses después.

## Funciones y servicios
Según la Ley n.º 8289 para el otorgamiento de personalidad jurídica instrumental al Instituto sobre Alcoholismo y Farmacodependencia, tiene a su cargo: 
- La dirección técnica, el estudio, la prevención, el tratamiento y la rehabilitación de la adicción al alcohol, el tabaco y otras drogas lícitas o ilícitas.
- Desempeñará otras funciones que la ley establezca y será el responsable de coordinar y aprobar todos los programas tanto públicos como privados relacionados con sus fines; deberá gestionar la suspensión o el cierre de tales programas, si incumplen los lineamientos estipulados al efecto.

Entre algunos de los servicios que brinda el IAFA se encuentran:
- Atención a pacientes en San Pedro: Personal especializado en sustancias psicoactivas, entre ellos médicos, psicólogos, trabajadores sociales, entre otros. Cuenta con servicio de desintoxicación, valoración, orientación, farmacia, grupos terapéuticos, talleres educativos y capacitación clínica.[8]
- Casa JAGUAR - Centro para Personas Menores de Edad: Se dedica de manera específica a abordar las situaciones relacionadas con el consumo de sustancias psicoactivas entre individuos menores de edad y sus familiares. Su enfoque se centra en orientar y ofrecer la opción terapéutica más adecuada para las personas menores de edad y sus acompañantes, con el objetivo de brindarles el mejor apoyo en la gestión de esta problemática.[9]
- Centros de Atención Integral en Drogas (CAID): son instalaciones distribuidas en el territorio costarricense, dedicadas a abordar la problemática del consumo de sustancias psicoactivas. En cada uno de estos centros, se dispone de un equipo de profesionales de la salud pertenecientes a diversas disciplinas, con el fin de ofrecer una atención integral y especializada a aquellos individuos afectados por dicha problemática. Actualmente el IAFA cuenta con 15 centros en el país [10]

- Organismos Regionales de Prevención y Capacitación: son diez oficinas que reportan a la Coordinación Nacional. Estos organismos son la Central Sureste, Central Suroeste, Central Este Cartago, Pacífico Central, Huetar Caribe, Brunca, Chorotega, Central Norte Alajuela, Central Norte Heredia y Occidente. Estas entidades se encargan de elaborar, monitorear y llevar a cabo el control de programas sociales destinados a fomentar estilos de vida saludables, el desarrollo de factores protectores y la prevención del consumo de sustancias psicoactivas.
- Unidad Móvil Choza Esperanza: Es una iniciativa destinada a proporcionar asistencia a comunidades vulnerables afectadas por el consumo de sustancias psicoactivas, así como por diversas circunstancias como el desempleo, subempleo, diversidad sexual, género, edad, discapacidades, enfermedades crónicas, violencia intrafamiliar, aislamiento, indefensión, condiciones de vivienda inadecuada, falta de redes de apoyo y cuidado, y/o situaciones de refugio. Estas complejas condiciones dificultan su acceso a la cobertura médica y, por consiguiente, a los servicios de salud.[11]
- Línea de orientación "Te ayudo" 800 IAFA 800: es una línea gratuita que se ofrece a las personas para información, apoyo, contención y referencia sobre problemas relacionados con el consumo de sustancias psicoactivas.[12]